# Рімуш (цар Ашшура)
Рімуш — правитель стародавнього міста Ашшур. Імовірно, був наступником Шамша-Адада I і правив у самому місті на відміну від Мут-Ашкура, який фактично Ашшуром не володів.